# Гу Чэн
Гу Чэн (кит. упр. 顾城, пиньинь Gu Cheng; 24 сентября 1956, Пекин — 8 октября 1993, Окленд) — китайский поэт, эссеист и новеллист. Член группы поэтов-модернистов «Туманные поэты».

## Биография
Сын выдающегося известного журналиста и редактора журнала китайской армии Гу Гуна. Когда мальчику было 12, семья во время Культурной революции была выслана в сельскую местность, где они в рамках «перевоспитания» выращивали свиней.
В 1985 стал членом Союза писателей КНР. С 1987 за границей.
В октябре 1993 года, находясь в Новой Зеландии, напал на жену с топором, убил её, а затем повесился. Скончался по дороге в больницу. История смерти поэта широко освещалась китайскими СМИ.

## «Поколение»
Двустишие «Поколение» — одно из наиболее известных произведений поэта.

От тёмной ночи мои чёрные глаза,

Но ими я смотрю на свет.
Оригинальный текст (кит.)黑夜给了我黑色的眼睛

我却用它寻找光明